# Tocqueville-sur-Eu
Tocqueville-sur-Eu är en kommun i departementet Seine-Maritime i regionen Normandie i norra Frankrike. Kommunen ligger i kantonen Eu som tillhör arrondissementet Dieppe. År 2018 hade Tocqueville-sur-Eu 216 invånare.

## Befolkningsutveckling
Antalet invånare i kommunen Tocqueville-sur-Eu
| Referens: INSEE |